# Centaure de Vulci
Le Centaure de Vulci est une statue de la période orientalisante étrusque découverte à Vulci en Étrurie viterbese et conservée au musée national étrusque de la villa Giulia, à Rome.

## Histoire
La statue fut découverte dans une tombe a camera de la nécropole de Poggio Maremma  du Parc archéologique de Vulci.

## Description
C'est une statue en nenfro, datant de 590-580 av. J.-C. Elle représente un centaure, personnage de la mythologie grecque : un être au torse d'homme et au corps de cheval.
La tête, détaillée, à la barbe incisée et aux cheveux en trois tresses descendant sur le haut des jambes,  laisse place à un torse sommaire ainsi qu'au corps chevalin dont il manque la queue. Les bras manquent, ainsi que les jambes au-dessous des genoux ; les mains sont visibles sur les hanches
.

Détails
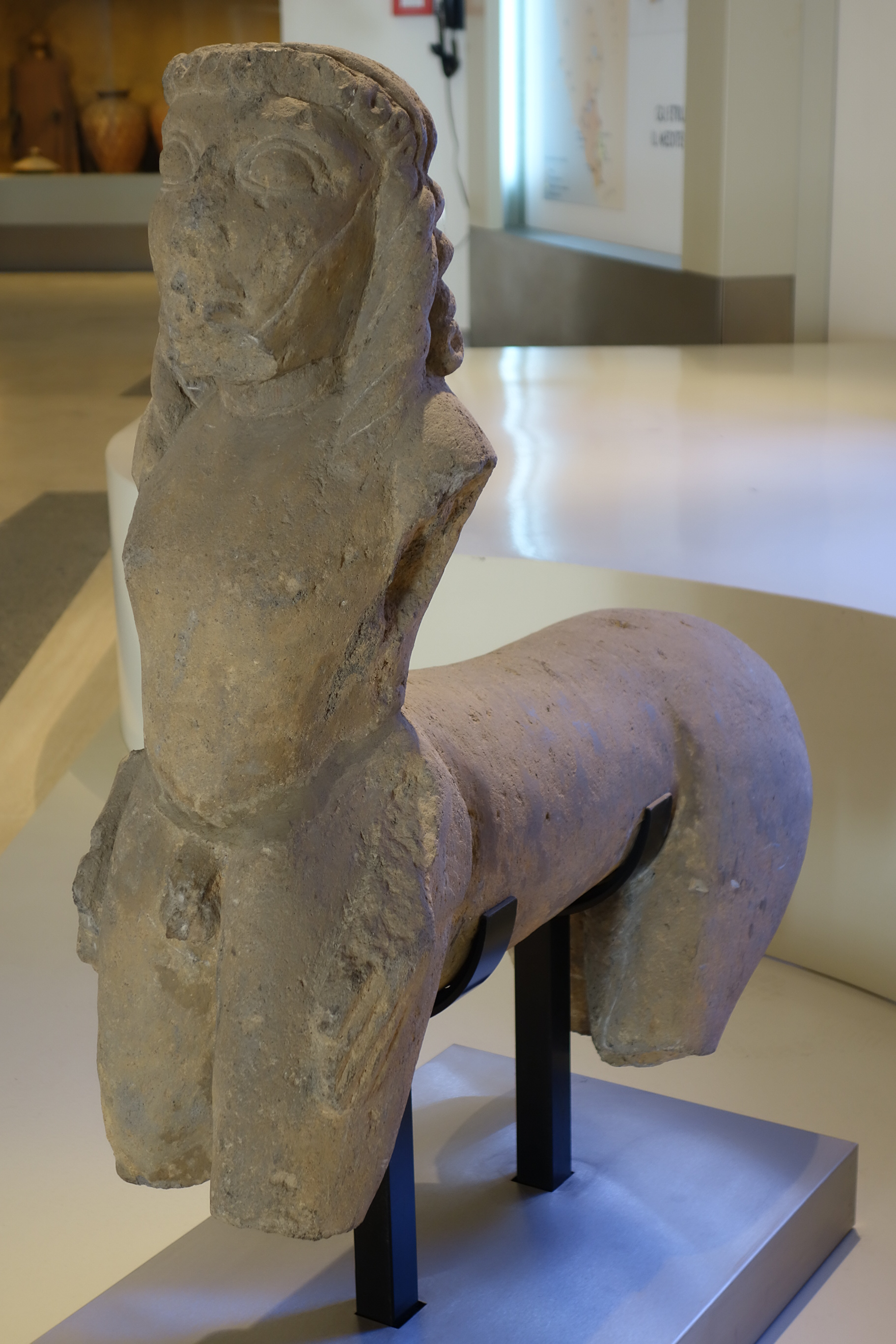
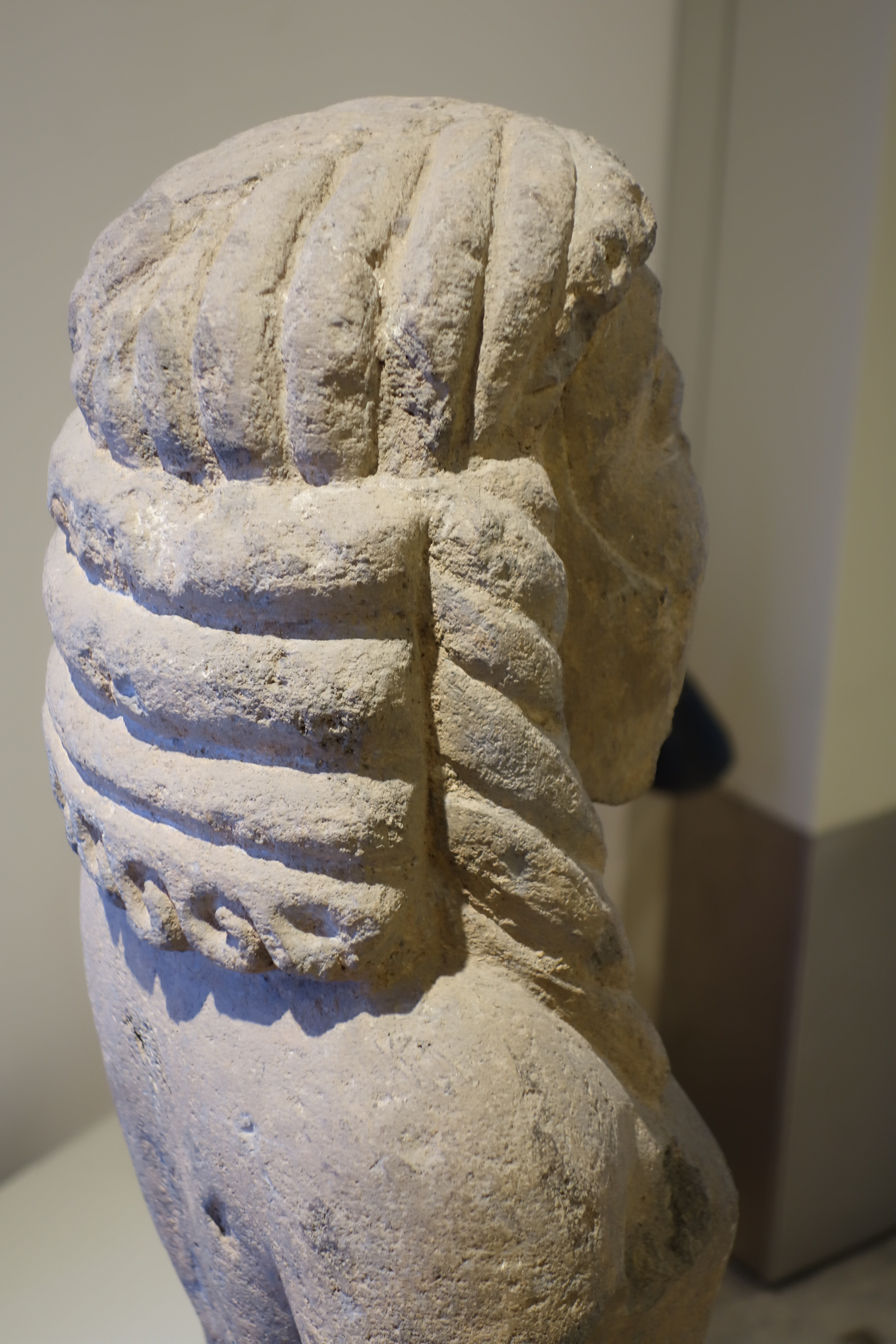
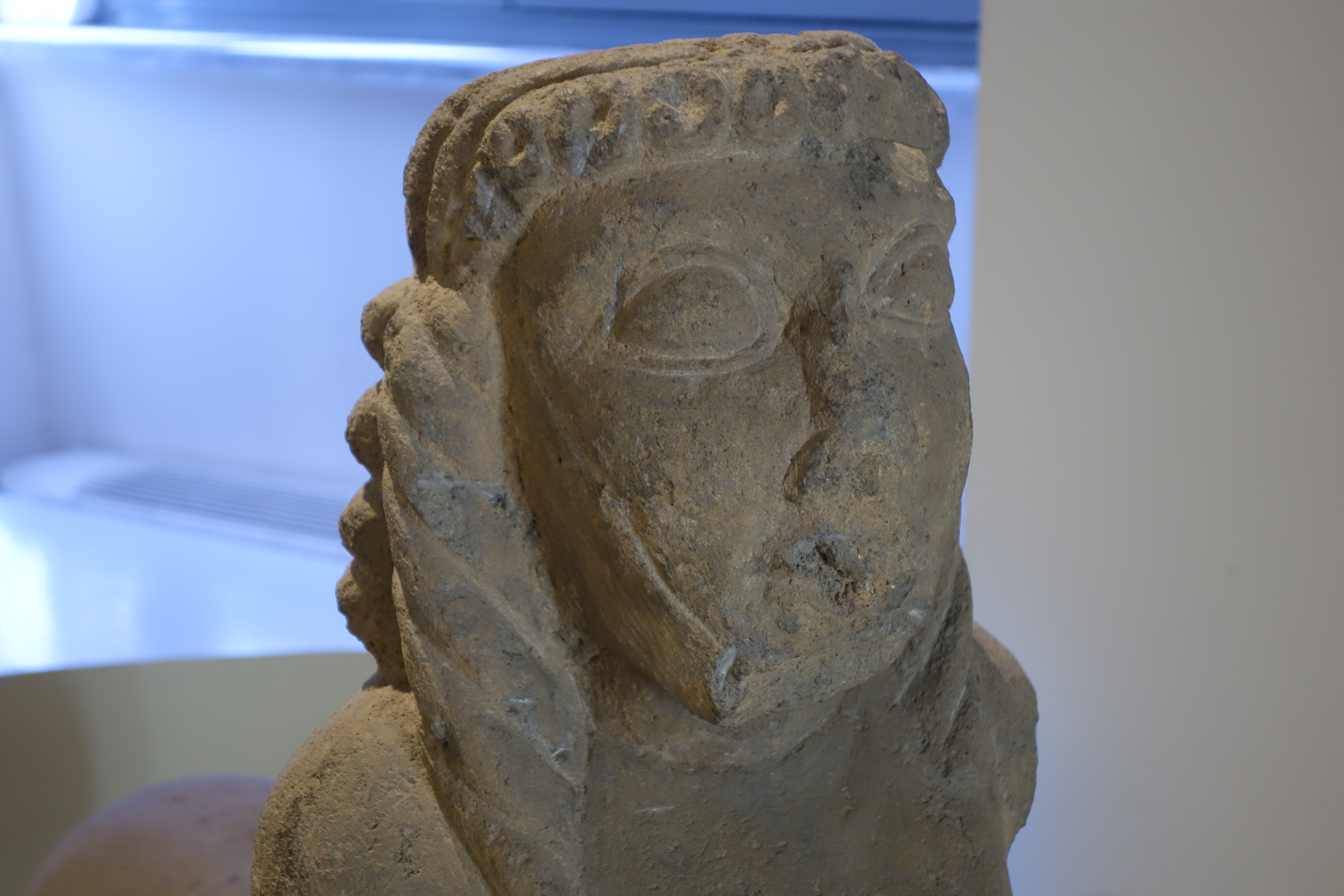
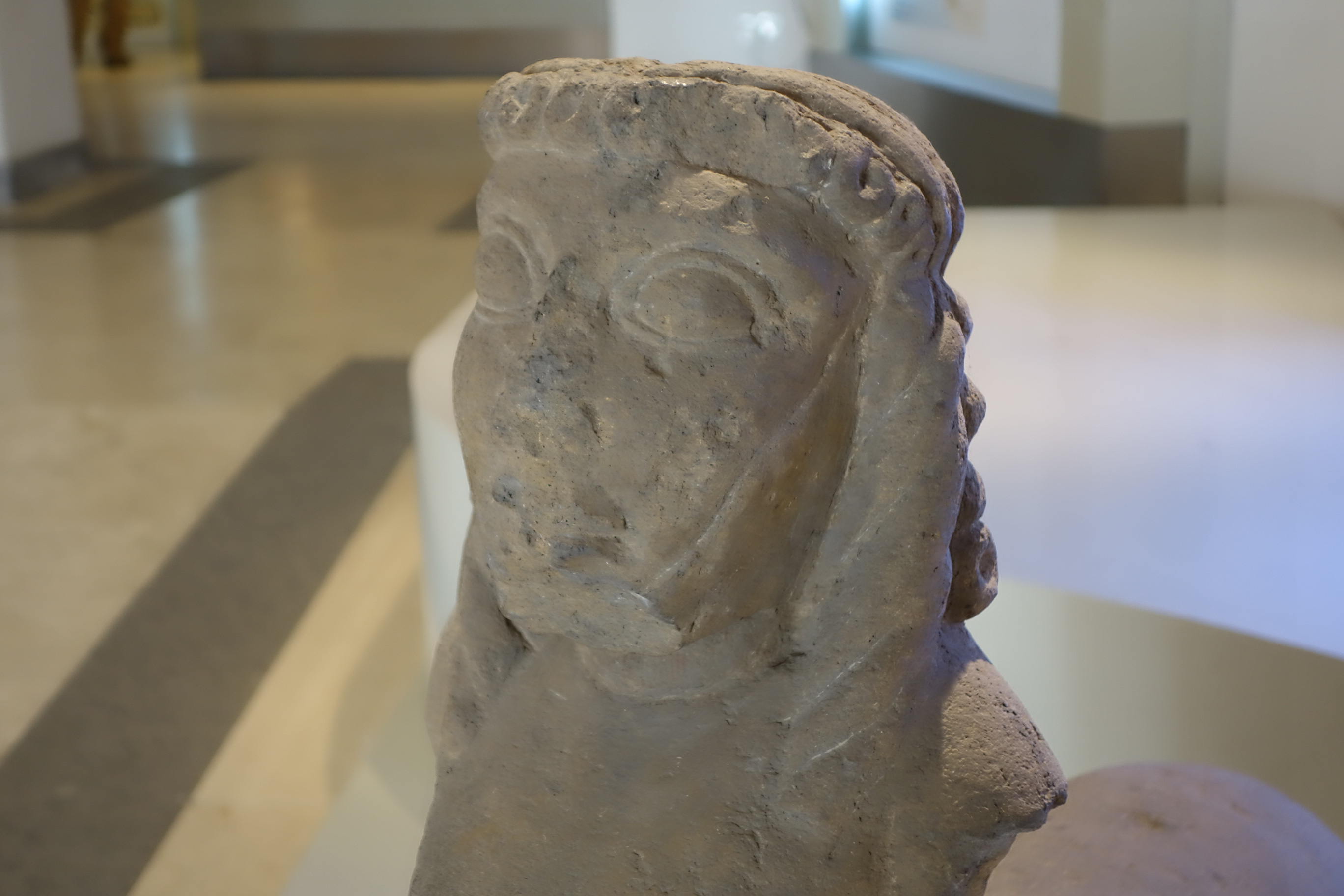

## Sources
1. ↑  (en) Roma Capitale, « Museo Nazionale Etrusco di Villa Giulia », 2007
2. ↑  Fred S. Kleiner, A History of Roman Art, Enhanced Edition, Cengage Learning, 4 février 2010, 384 p. (ISBN 978-0-495-90987-3 et 0-495-90987-4, lire en ligne)